# Тамара Горгішелі
Тамарі Ґорґішелі (нар. 28 лютого 1982, Львів) — українська акторка театру і кіно, співачка. Акторка Львівського академічного театру імені Леся Курбаса, засновниця і вокалістка гурту «Ґорґішелі».